# Dolmen von La Tamanie

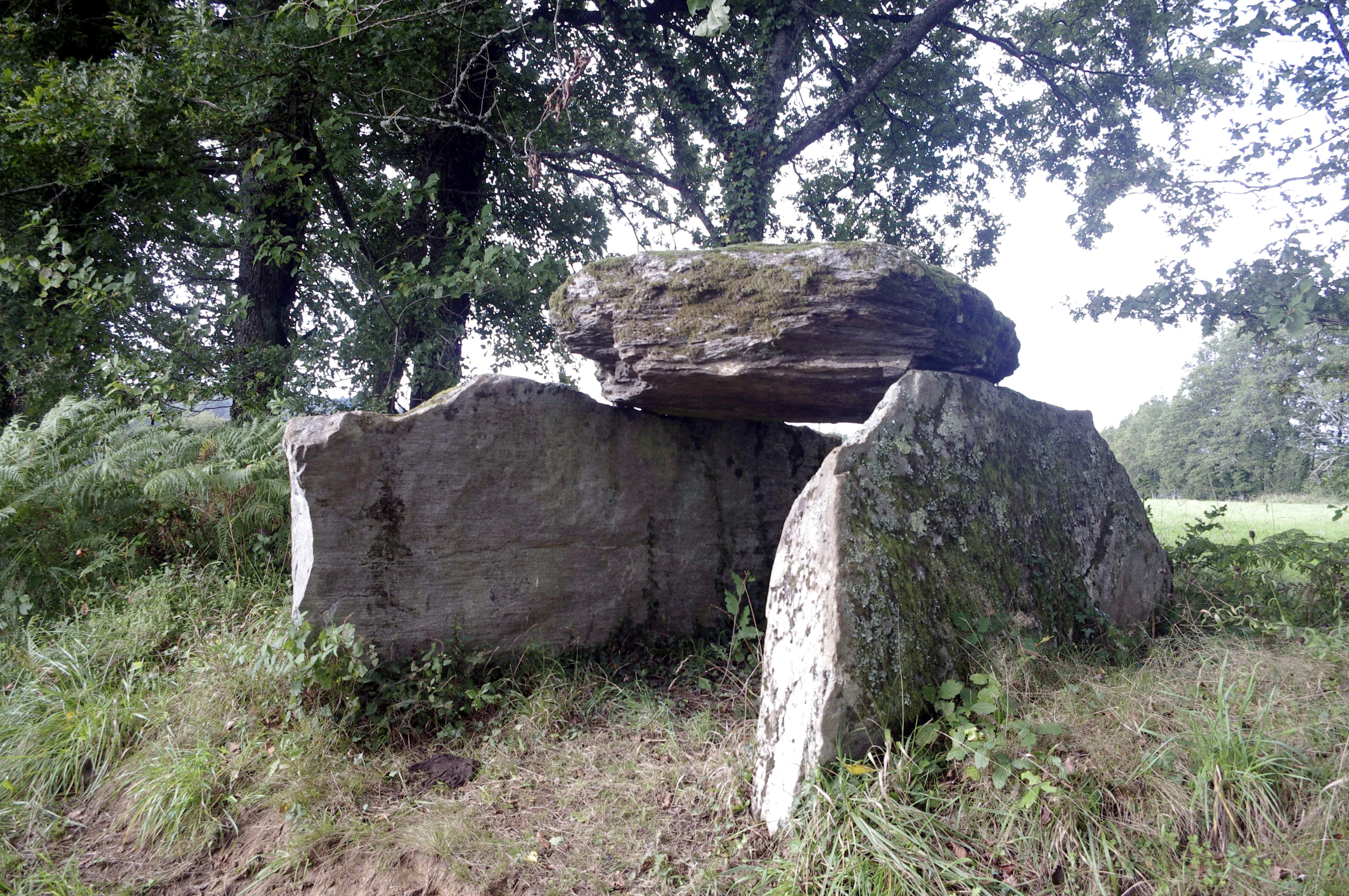
Dolmen de La Tamanie

Der im 19. Jahrhundert von F. Vandermarcq ausgegrabene, einst eingestürzte Dolmen von La Tamanie ist ein kleiner, einfacher Dolmen (französisch Dolmen simple), südöstlich von Oradour-sur-Vayres im regionalen Naturpark Périgord-Limousin im Département Haute-Vienne in Frankreich. Dolmen ist in Frankreich der Oberbegriff für Megalithanlagen aller Art (siehe: Französische Nomenklatur).
Er wurde 1971 unter Denkmalschutz gestellt und 1980 erneut ausgegraben und restauriert.

## Beschreibung
An der Ost- und Westseite war die Kammer vermutlich von kleinteiligem Mauerwerk begrenzt. Die Platten sind aus Gneis, dessen nächste Lagerstätte etwa einen Kilometer entfernt liegt. Die in keinem Verhältnis zu den übrigen Steinen stehende Größe des einzigen vorhandenen Decksteines, lässt vermuten, dass ein großer Teil der Anlage verloren ging. Unter einem umgestürzten Stein wurden Pflasterspuren entdeckt.

## Funde
Die bei den Ausgrabungen gesammelten Keramikscherben bestehen aus etwa 50 kleinen und einer rillenverzierte Scherbe. Das lithische Material besteht aus fünf Feuersteinflocken, einem Messer und einer Pfeilspitze mit Stiel. Das gesamte Material ist dem Spätneolithikum-Chalkolithikum zuzuordnen und könnte mit dem endneolithischen Artenacien in Verbindung stehen.